# Giovanni Paolo Lasinio

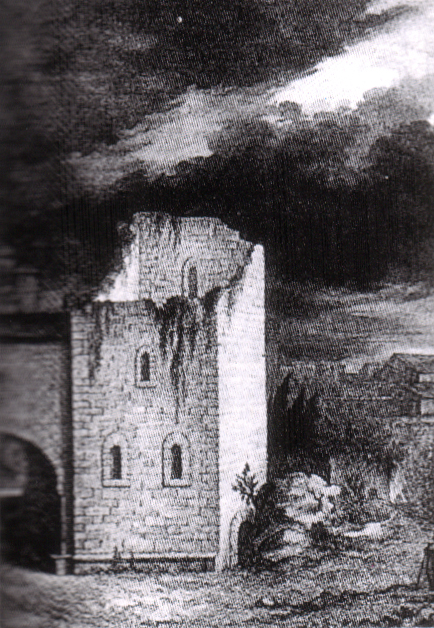
Torre della Muda, Giovanni Paolo Lasinio, incisioni datate al 1865

Giovanni Paolo Lasinio (Firenze, 13 dicembre 1789 – Firenze, 8 settembre 1855) è stato un incisore e pittore italiano.

## Biografia
Figlio dell'incisore Carlo Lasinio, incise con Giuseppe Rossi 44 tavole del Camposanto monumentale a Pisa (1832) e partecipò alle decorazioni delle Gallerie di Firenze e di Torino. Eseguì le tavole per i Monumenti dell'Egitto e de la Nubia di Ippolito Rosellini (1833-1844).